# Mostek (Trutnovi járás)
Mostek település Csehországban, Trutnovi járásban. Mostek Vítězná, Dolní Olešnice, Dolní Brusnice, Borovnička, Horní Brusnice, Chotěvice és Nemojov településekkel határos. Lakosainak száma 1185 fő (2024. január 1.).

## Népesség
A település lakosságának változását az alábbi diagram mutatja:
| Lakosok száma | 2176 | 2266 | 2039 | 1483 | 1584 | 1392 | 1233 | 1206 | 1181 | 1185 |
|               | 1869 | 1890 | 1921 | 1950 | 1980 | 2001 | 2017 | 2019 | 2022 | 2024 |